# Phronima
Phronima là một chi động vật trong Họ Phronimidae, chúng có hình dạng giống tôm này rất nhỏ, dài không quá 2,5 cm và trong suốt, vẻ ngoài trong suốt mà chúng có thể ngụy trang tài tình, hòa lẫn với môi trường nước xung quanh tại không gian tối dưới biển sâu. Chúng được tìm thấy trong một cuộc thám hiểm ở vùng biển sâu tại Bắc Đại Tây Dương.

## Các loài
Chi này gồm các loài sau đây:
- Phronima atlantica [3]
- Phronima bowmani [3]
- Phronima bucephala [3]
- Phronima colletti Bovallius, 1887
- Phronima curvipes Vosseler, 1901
- Phronima dunbari [4]
- Phronima pacifica Streets, 1887
- Phronima sedentaria (Forsskål, 1775)
- Phronima solitaria Guérin-Méneville, 1836
- Phronima stebbingi Vosseler, 1901